# خرشوف قصير

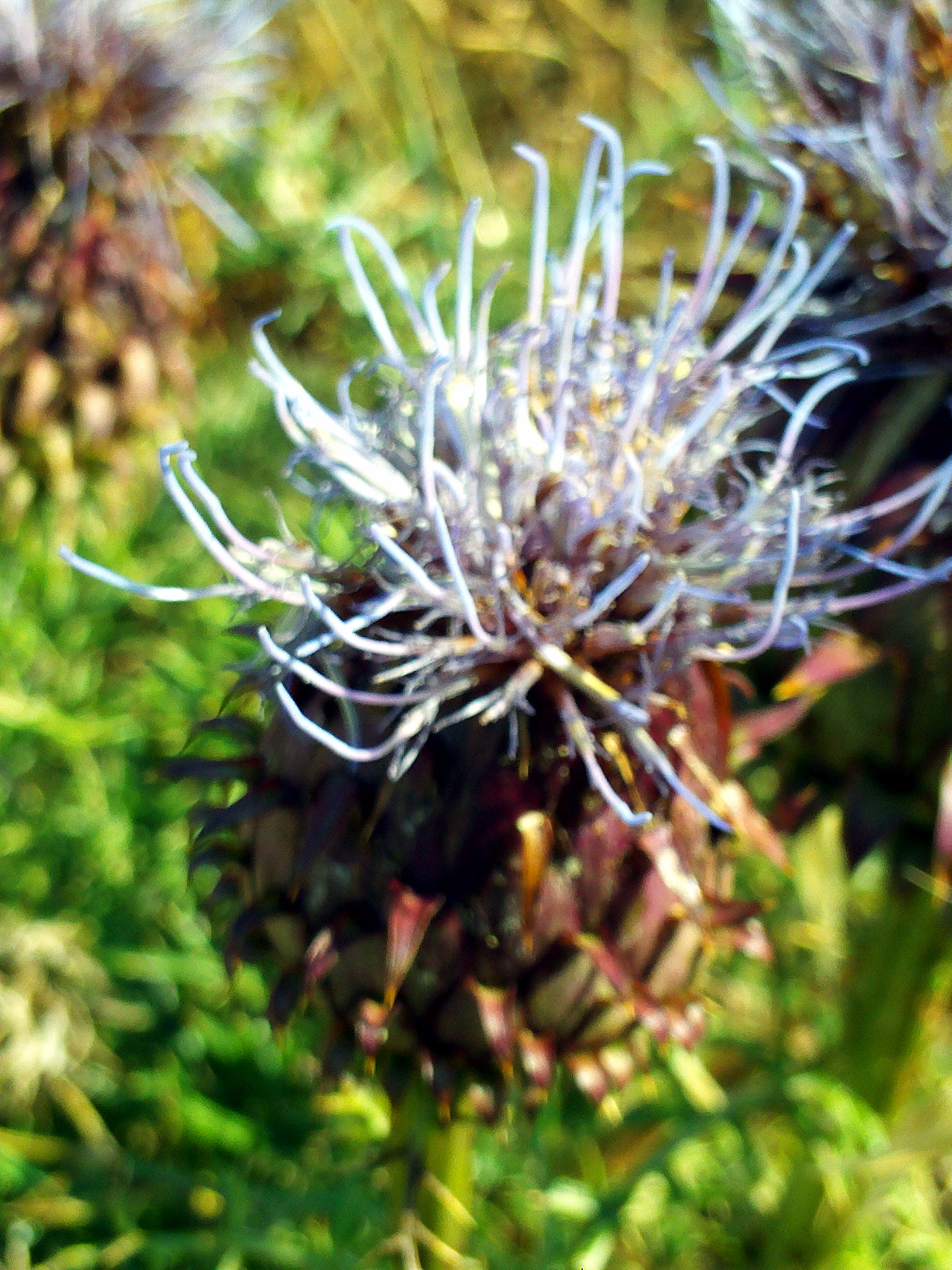

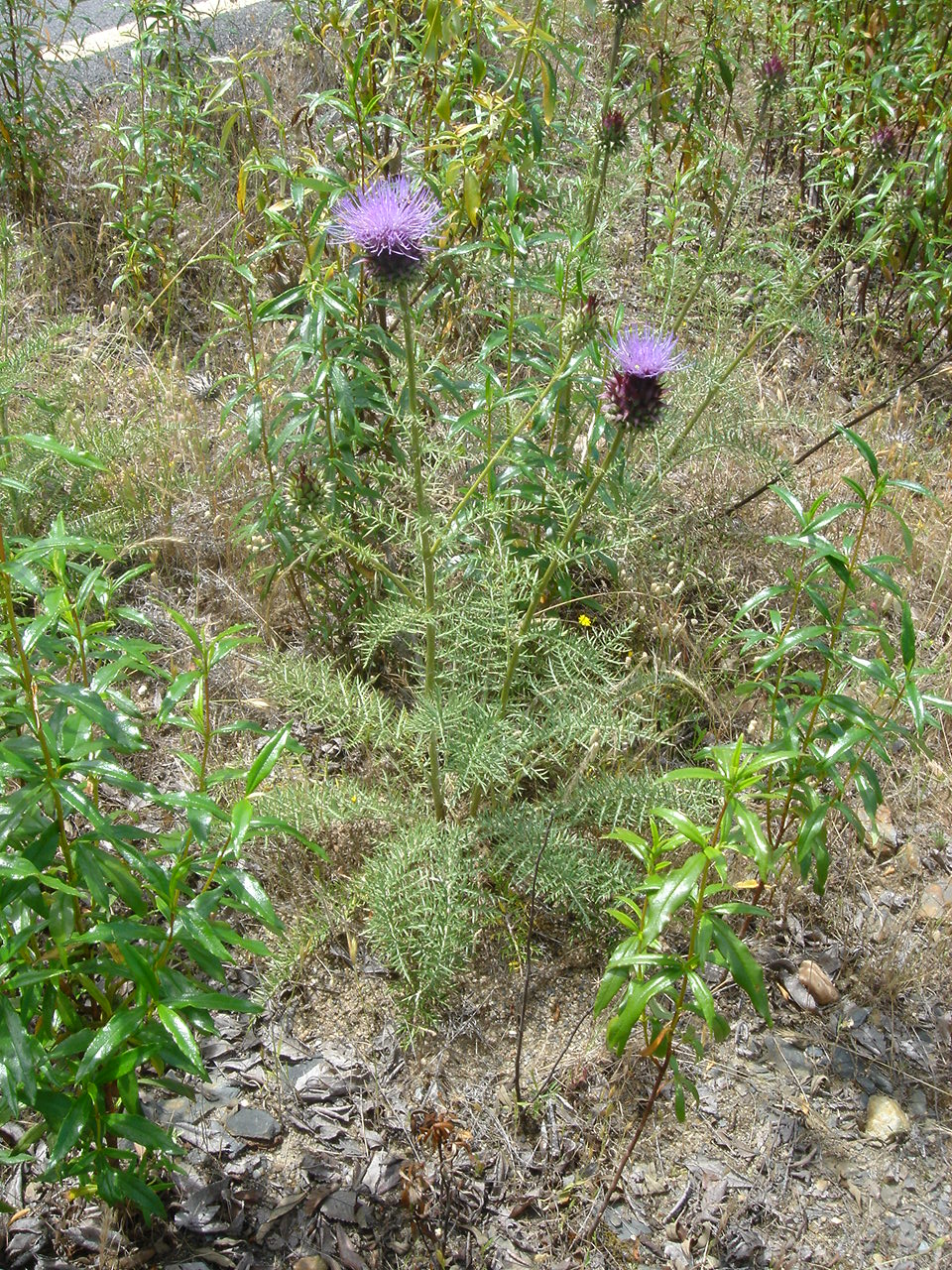

خرشوف قصير (الاسم العلمي:Cynara humilis) هو نوع من النباتات يتبع جنس الخرشوف من الفصيلة النجمية.